# 久能祐子
久能 祐子（くのう さちこ、1954年12月8日 - ）は、日本の実業家。緑内障点眼薬、便秘薬の開発と製品化に関わる。Sucampo Pharmaceuticals共同創業者兼最高経営責任者 (CEO)、株式会社アールテック・ウエノ共同創業者、S&R Technology Holdings, LLC共同創業者兼最高経営責任者 (CEO)、RUSK Intellectual Reserve AG共同創業者兼理事、S&R財団共同創業者兼最高経営責任者（CEO）兼理事、ジョンズ・ホプキンズ病院理事、ストラスモアホール財団理事、元慶應義塾大学大学院システムデザイン・マネジメント研究科客員教授、ワシントン日本商工会理事、全米桜祭り理事、モーリーン&マイク・マンスフィールド財団理事。
2015年5月フォーブスが選ぶ「アメリカで自力で成功を収めた女性50名」に日本人で唯一選ばれる。純資産は3億3000万ドルと推定。

## 経歴
山口県下松市生まれ。山口県立徳山高等学校卒業、1977年京都大学工学部工業化学科卒業。京都大学大学院工学研究科後期博士課程修了、博士（工学）の学位を取得。ミュンヘン工科大学、三菱化成生命科学研究所、新技術開発事業団での研究員生活を経て、1989年に株式会社アールテック・ウエノを上野隆司と共同創業。基礎研究、開発研究、製造、承認申請に関わり、1994年に、初のプロストン系緑内障予防薬となる「レスキュラ点眼薬」の商品化に成功。その後はアメリカ合衆国へ拠点を移し、Sucampo Pharmaceuticalsを共同創業し初代CEOとなる。同社でもプロストン系新薬の研究開発、会社経営に携わり、慢性特発性便秘薬「アミティーザ」の商品化に成功。2012年に革新的ワクチン開発を目指すVLP Therapeuticsを共同創業。社会起業家としては、S&R財団を設立しCEOのほか、ジョンズ・ホプキンス大学、モーリーン&マイク・マンスフィールド財団の理事も務める。
2020年10月1日から2022年9月30日まで京都大学理事。